# Gissur Ísleifsson
Gissur Ísleifsson was de tweede bisschop van Skálholt, IJsland. Zijn ouders waren de eerste bisschop van Skálholt Ísleifur Gissurarson en zijn vrouw Dalla Þorvaldsdóttir. Gissur werd daar in 1042 geboren.
Gissur volgde zijn opleiding in Saksen en werd in 1082 in Maagdenburg (Duitsland) tot bisschop benoemd, twee jaar nadat zijn vader was overleden. Hij nam later de zetel van zijn vader in Skálholt over. Gissur is in 1118 in Skálholt overleden nadat hij daar 36 jaar bisschop was geweest.
- Virtual International Authority File: 5206152139991911100007